# Hacienda La Laguna (Puente del Obispo)
La Hacienda la Laguna de Puente del Obispo, en Baeza (provincia de Jaén, España) es un conjunto de inmuebles que forman parte de una unidad socioeconómica y espacial, aunque su desarrollo histórico reciente los ha ido desvinculando en diferentes parcelas catastrales y usos diferenciados. El origen de la Hacienda se remonta al siglo XVII, entonces propiedad de la Compañía de Jesús, tal como lo atestigua la carta de compra de estos terrenos en 1641, y los textos posteriores, de 1648, que mencionan la transformación agrícola y residencial de «La Lagunilla», como «la obra mayor que se ha hecho en olivar y cortijo».

## Historia
El conjunto residencial y productivo fue propiedad de la Compañía de Jesús desde el siglo XVII, orden que transforma el baldío en terreno de cultivo y de riego. En 1767 el rey Carlos III de España expulsa a la Compañía de Jesús y la Hacienda La Laguna pasa a la Casa Ducal de Alba, uno de los principales grupos opositores de los Jesuitas. No obstante, en este período no existe constancia de que la explotación sufriera demasiados cambios ni en cultivos ni en arquitecturas.
En la primera mitad del siglo XIX, en un contexto favorecido por la desamortización de Juan Álvarez Mendizábal, la propiedad de los terrenos es adquirida por la familia Collado, poseedores de los títulos de Marqueses de Viana, Vizcondes de Jarafe y, posteriormente, Marqueses de La Laguna. Estos fueron claros impulsores de la infraestructura de la Hacienda, y fue bajo su titularidad cuando el ingeniero polaco Tomasz Franciszek Bartmański plantea para el proyecto de plantación de 100.000 olivos, la infraestructura de molturación plasmada en la singular bodega y los tres molinos aceiteros hidráulicos, así como el diseño de un moderno sistema de irrigación, que configuró el actual perfil de la Laguna Grande, y la red de canales que desembocan en un acueducto. Será durante los siglos XIX y XX cuando la Hacienda viva su momento de máximo esplendor arquitectónico conformando un gran conjunto organizado en torno a cinco patios y que distribuye a lo largo de la extensa propiedad una notable serie de edificios y construcciones auxiliares.
Tras la segmentación del marquesado en el siglo XX, la Hacienda sufre un proceso de decadencia, hasta llegar a ser embargada y, en 1989, abandonada y poco después expoliada. El progresivo deterioro se frena con el proyecto de rehabilitación de 1992, llevado a cabo tras la constitución en Baeza del Consorcio Hacienda «La Laguna», que tras la compra de la práctica totalidad de los edificios principales, plantea la construcción de un Hotel Rural, Museo del Aceite y la ubicación de la Escuela Regional de Hostelería.

## Descripción
En el conjunto patrimonial Hacienda La Laguna destacan cuatro elementos fundamentales:

### La Hacienda

#### Organización General
Entendida como el conjunto de dependencias (viviendas nobles y de los trabajadores, almacenes, edificios auxiliares) organizadas originalmente en torno a cinco patios (dos de labor al sur, uno de señorío y otro auxiliar al norte, y de acceso al Molino al oeste), infraestructura industrial (molino, fábrica, bodega, acueducto) y zonas ajardinadas, la mayor parte de ellas factura del siglo XIX. Arquitectónicamente, se enmarca dentro del estilo industrial y señorial. Elementos estratégicamente situados como torres, capilla, fuentes, jardines, portadas, rejería, molduras y recercados en vanos, añaden una manifiesta distinción monumental. 

#### Elementos singulares

##### Acueducto
En el extremo norte se encuentra el acueducto, que recorre en forma de L el perímetro del paseo principal y deja a un lado el jardín o campo de variedad de olivos. La conducción consiste en una construcción de ladrillo formada por arcos de medio punto, con el caz en la parte superior interior y, en uno de sus extremos, el cubo. Este inmueble formaba parte del conjunto hidráulico de acequias o canales de piedra que riega la finca, conectando con la laguna, plantaciones de olivar, el estanque y las huertas de la Hacienda.

##### Huertas
Estas últimas se encuentran en la parte más septentrional e inmediata a los inmuebles de la Hacienda, y constituyen uno de los elementos que reflejan la diversidad productiva (dentro de la predominancia del monocultivo de olivar) orientada a las necesidades autárquicas de abastecimiento de sus habitantes, característica propia de este tipo de arquitectura rural y antiguo modo de vida, previo a la mecanización y modernización agrícola, y contribuyendo a incrementar los valores patrimoniales del conjunto.

##### Bodega

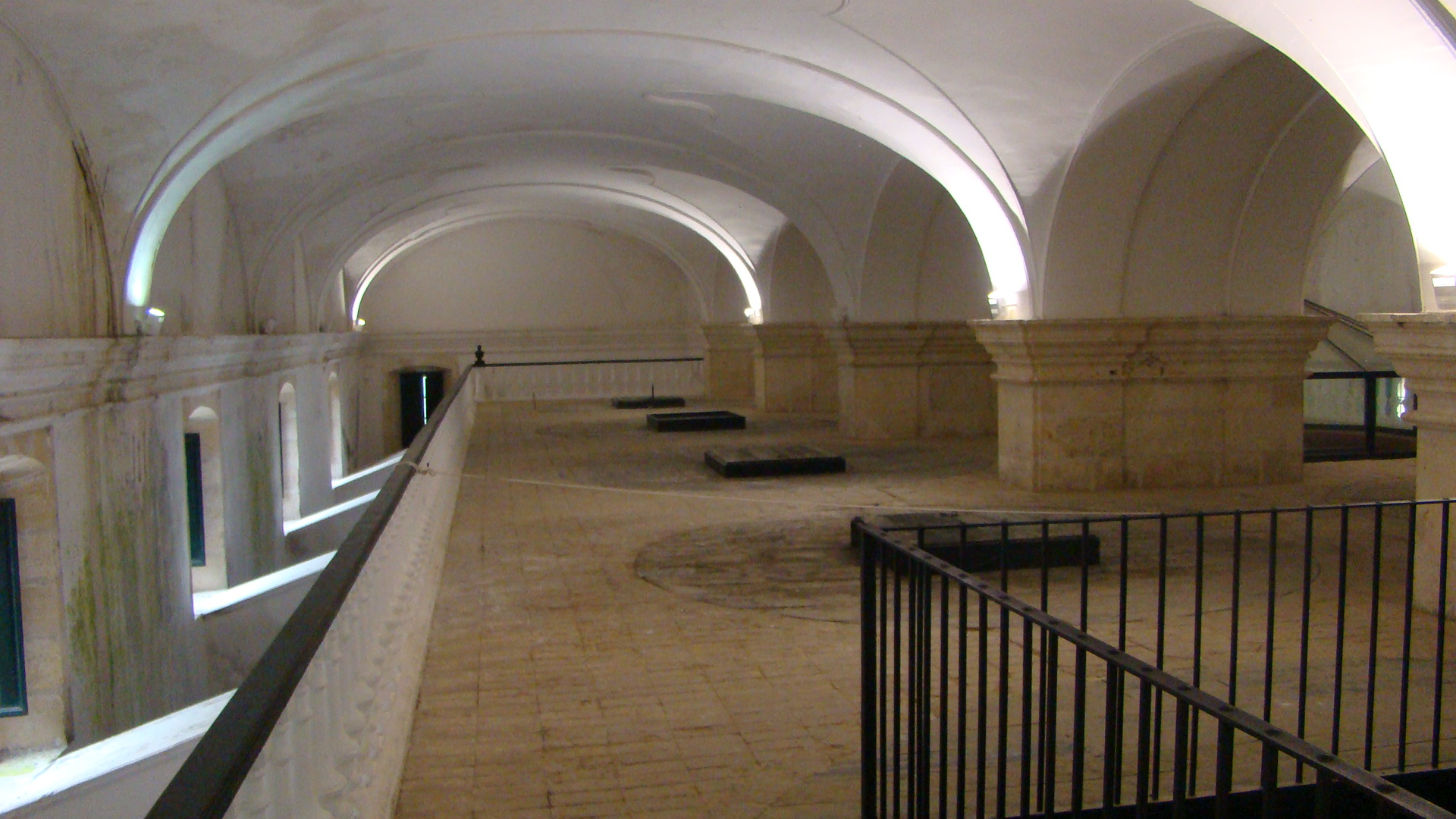
Bóvedas de la Bodega de Aceite, diseñada por Bartmanski

En la parte norte, frente al actual Museo de la Cultura del Olivo, y junto a la fábrica de aceite o molino, se halla la bodega de aceite, edificio de planta rectangular, construido entre 1846 y 1848, que consta de 10 depósitos de 100.000 litros de capacidad cada uno, existiendo una cartela colocada en la fachada norte del inmueble con la fecha y autor de la obra de cantería: «AÑO 1848/SE CONSTRUYÓ POR JULIÁN PÉREZ». Se trata de una interesante construcción de mampostería diseñada por Bartmanski con finalidad industrial, funcional y artística, como se observa en la concepción espacial, en el neoclasicismo de las bóvedas vaídas, que descansan sobre los pilares en la planta superior, y en las columnas de piedra con medias pilastras adosadas a sus lados. El edificio se dispone en dos plantas. En la planta baja se encuentran los diez grifos y desagües de hierro, conectados con los depósitos cilíndricos de sillares de piedra que están alineados en un vasto volumen central que asciende hasta la planta superior. Para la medición del nivel del aceite de los depósitos existen diez reglas de cerámica y mampuesto pintadas, que se adosan a las paredes, con sistema de medición de polea, invertidos. A esta planta se accede por una escalera de caracol de hierro de forja. La carga de los depósitos se soporta mediante arbotantes que desembocan en los muros exteriores. En éstos se continúa la función de sustentación mediante contrafuertes semicirculares distribuidos a lo largo de los cuatro muros del inmueble, que se ven aligerados por los vanos jambeados de piedra, y con cerramiento de rejería. El acceso a la bodega se realiza mediante un túnel abovedado de sillares de piedra (que conecta con el Museo del Aceite), ya que el edificio está parcialmente cerrado para el mejor mantenimiento de la temperatura del aceite.

##### Molino de Aceite
Frente a la bodega se halla el actual Museo del Aceite, edificio que anteriormente fue la «carretería» de la Hacienda. Se trata de un edificio totalmente remodelado que contiene interesantes piezas de la industria artesanal de la molturación de la aceituna, tanto autóctonas como de otras comarcas andaluzas.
El molino o fábrica de aceite es un inmueble de tejado a cuatro aguas, de una sola planta dividida esencialmente en tres estancias: la principal, que ocupa todo el ancho de la crujía, contiene el moledero, las bombas y tres prensas hidráulicas de hierro de fundición; y las dos secundarias, una destinada a los pozos aclaradores con su caldera y centrifugadora y otra, la de menores dimensiones, para los jamileros o depósitos soterrados para alpechines, tras la cual se accede a los aseos. En el exterior, a las espaldas de la fachada principal del molino, se halla una chimenea de ladrillo visto, elemento arquitectónico que formaría parte de la producción de aceite del molino.

##### Casa Señorial

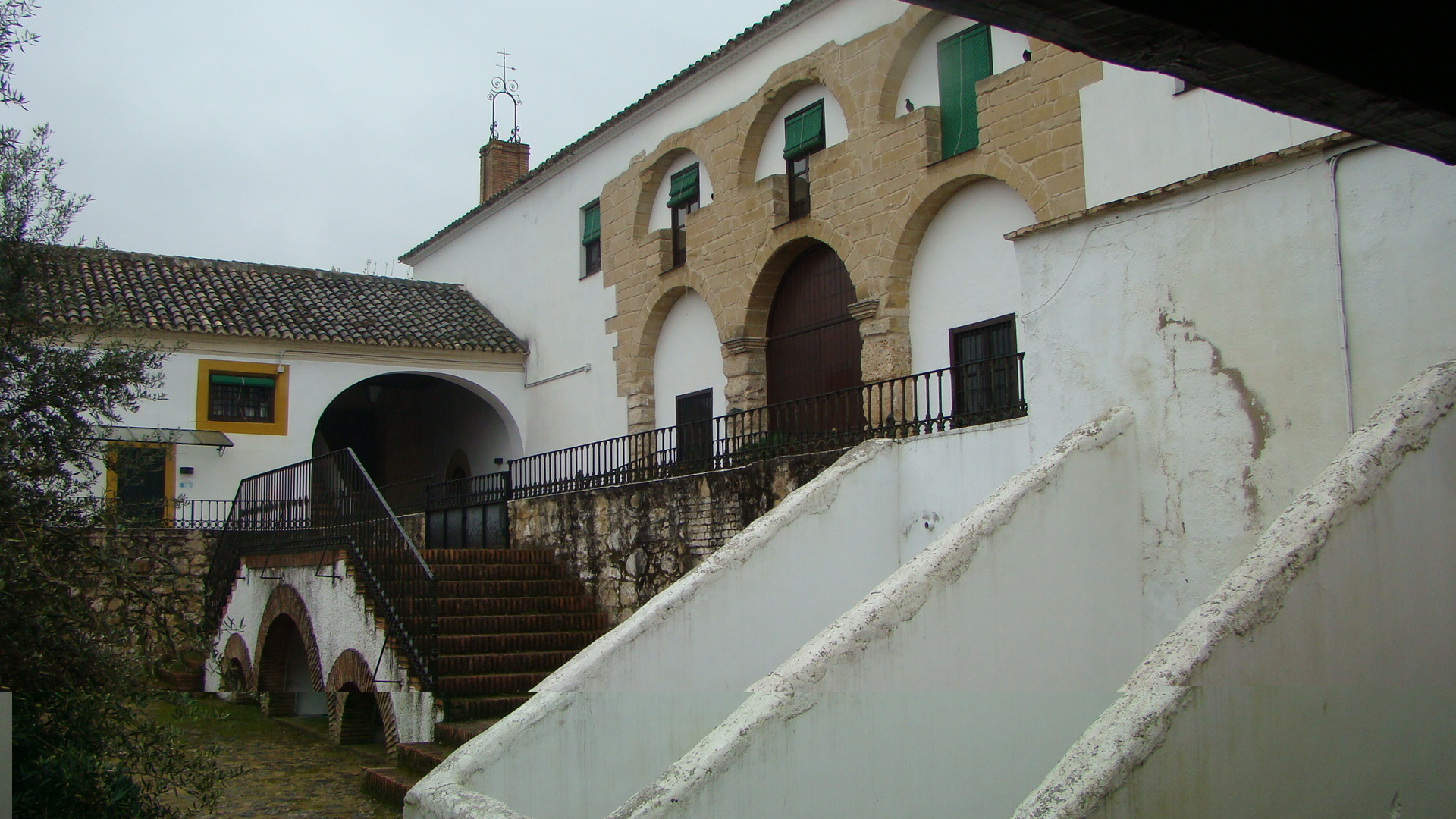
Casa señorial, con los trojes de la almazara en primer plano

Al señorío se accede por una avenida arbolada, flanqueada al este por un jardín con estanque romántico y al oeste por la vivienda. Las dependencias del señorío ocupan un lugar estratégico y central en la Hacienda, junto a los edificios de molturación y bodega, zona ajardinada y camino principal de acceso a la misma. El señorío, actual Escuela de Hostelería, cuya rehabilitación ha respetado la disposición de la planta del inmueble, tiene forma de cuadrícula con patio central interior que se adorna con fuente de piedra, para disfrute y privacidad de los antiguos propietarios. En la fachada este o posterior se encuentra un gran portalón de entrada recercado con sillares de piedra y una lápida que dice: «AQUÍ YACE / DON DIONISIO ECHAGÚE / FALLECIÓ EL DÍA 2 DE DICIEMBRE DE 1869 / A LA EDAD DE 65 AÑOS / SU QUERIDO SOBRINO / MARQUÉS DE LA LAGUNA / LE DEDICA ESTA MEMORIA / R.I.P.». 

##### Capilla
En la fachada oeste se observa la capilla, que se aprecia por la presencia del pequeño campanario y la organización interior del espacio. Destaca la cúpula de nervios y el balcón alto para escuchar misa, espacio reservado exclusivamente a los marqueses, como signo de jerarquización social, frente a los empleados cuyos asientos se sitúan en la parte baja de la nave. El acceso principal al señorío se situaba en la fachada norte (frente al campo de variedades de olivos), como lo testimonian los dos pisos de arcos de medio punto, de sillares de piedra.

##### Patios
A continuación del señorío, al sur, se ubicaban los dos antiguos patios de servicio, actualmente transformados en dependencias hoteleras. De ellos, sólo el orientado a la parte este conserva su estructura original, contando con la fuente original de piedra y enchinado alrededor. 

##### Poblado de los trabajadores
Más al sur, tras la actual zona de aparcamiento, se sitúan las que antaño fueron las veintidós viviendas de los trabajadores, los inmuebles en peor estado de conservación y actualmente parcialmente inutilizados. Se hallan alineadas a ambos lados de una larga calle enchinada, y son de una arquitectura sencilla, sin añadidos, y seriada. En la fachada este una simple moldura une las ventanas de cada casa. Este elemento decorativo, junto a puertas y chimeneas, son los únicos indicios que, a lo largo de la calle, distinguen unas viviendas de otras. Quedan fuera, al oeste, tres viviendas que son cronológicamente más antiguas que las anteriores. Estas últimas construcciones, hechas de mampostería, con pequeñas ventanas, grandes portones y suelo empedrado, denotan la sencillez y rusticidad, propia de las antiguas viviendas de jornalero. Los rollizos cubren la totalidad del techo en las habitaciones comunes y con chimenea, siendo evidente el cañizo en las anexas. Es posible que existiera, en algunas, un falso techo para crear una cubierta plana en las habitaciones y un «sobrao», hecho que parece atestiguar la existencia de rebordes a media altura de los muros. En la cocina de estas antiguas casas se aprecia la chimenea y una pequeña despensa empotrada en la pared o «chinero».

### Laguna Grande

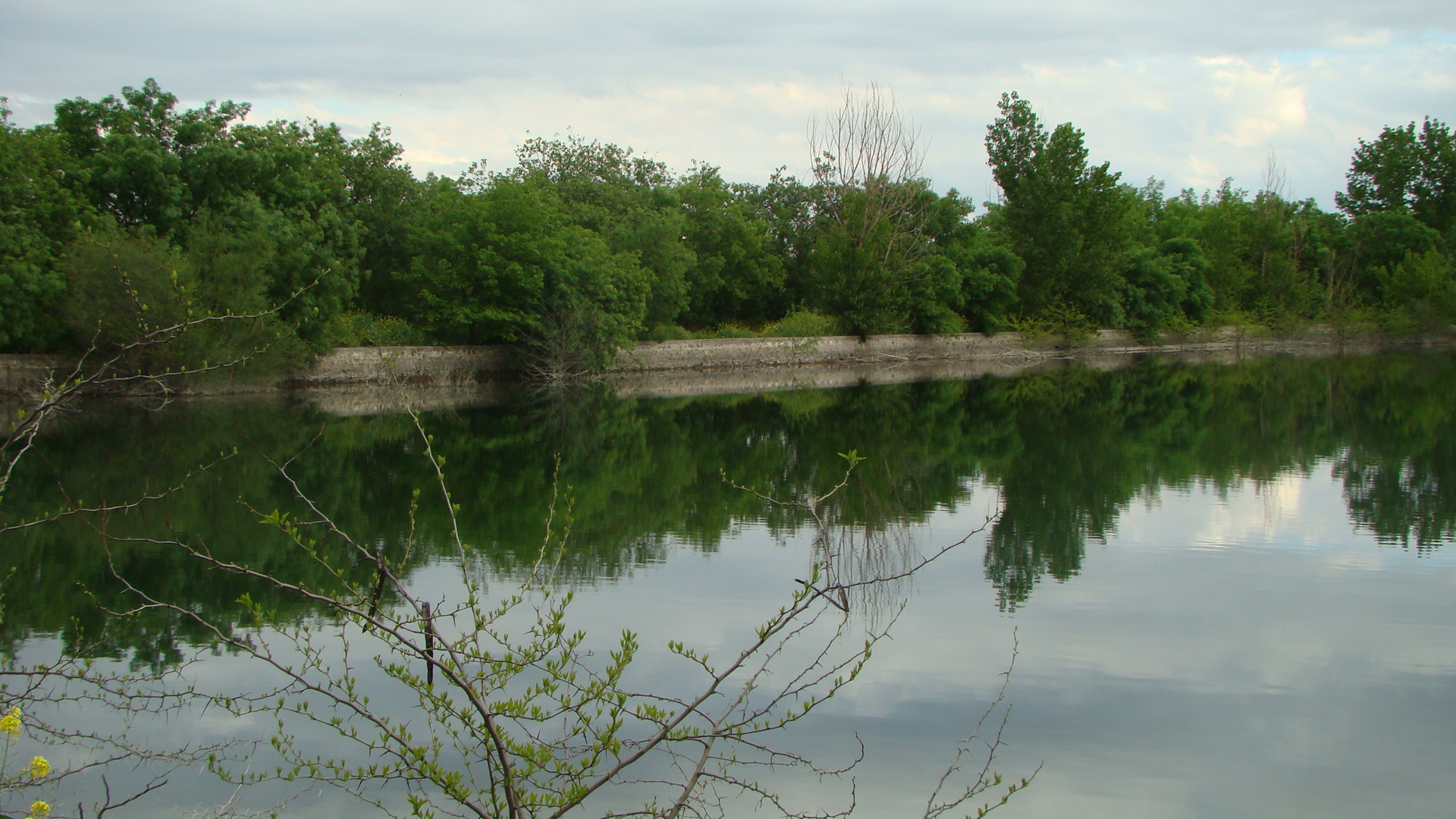
Borde de mampostería de la laguna

La denominada «Laguna Grande» es un embalse alimentado por las aguas del río Torres para irrigación de la explotación olivarera. La delimitación propuesta recoge el total de sus límites, camino que lo bordea, caseta de reparto de aguas que contiene la llave de paso de hierro de fundición y chortal canalizado al oeste. La construcción es sencilla, cerrándose el perímetro con diques de tierra (evidentes en el sector noreste) y muros de mampostería, proyectándose un rectángulo de 470 por 540 metros. Sin embargo, el área suroeste sufre en mayor medida inundaciones y filtraciones de agua, por lo que el rectángulo trunca esta esquina en cuatro lados. El resultado es una gran superficie de 23 hectáreas la cual mantiene actualmente su aprovechamiento agrícola.

### Puente sobre el río Torres
El Puente sobre el río Torres fue construido en el siglo XIX como acceso monumental a la Hacienda. Posee un solo ojo de más de 10 metros de luz para poder salvar el desnivel del terreno, con arco peraltado de buena cantería y siendo el resto de sillares de inferior piedra y calidad. Carece de tajamares debido al poco caudal del río. La decoración del pretil es sencilla y reformada en la actualidad.

### Fuente Nueva
La Fuente Nueva está situada en el camino de acceso a la Hacienda y fue construida en el siglo XIX. El sencillo estanque de piedra se completa con un ornamental muro de ladrillo, enmarcado de sillería, que sirve de escenario al caño. Éste, un sobrio tubo metálico, está embutido en un sillar de piedra, sobre el cual se muestra una vacía placa conmemorativa. Corona el muro una moldura pétrea a modo de alero, elemento de mayor distinción arquitectónica. Bajo el caño sobresale un canalillo moldurado que conduce el agua hacia el estanque, con el que comparte la misma piedra. El desagüe se dispone a la izquierda, mediante conducción oculta bajo una escalera. El muro y alero están coloreados en rojo inglés, destacando sobre el blanco de los sillares y el color natural de la piedra del estanque y canalillo.